# Brimfield (Herefordshire)
Pour les articles homonymes, voir Brimfield (homonymie).
Brimfield est une paroisse civile et un village du Herefordshire, en Angleterre.